# Plaça dels Infants
La Plaça dels Infants és una obra de Tarragona protegida com a Bé Cultural d'Interès Local.

## Descripció
Plaça situada a la zona portuària de la ciutat on es localitza l'antiga fàbrica de Chartreuse de Tarragona. A la zona central hi ha una font circular amb una escultura de bronze que representa dos infants jugant amb l'aigua.